# Мурэн (аэропорт)
Аэропорт Мурэн (монг. Мөрөн нисэх буудал)— аэропорт города Мурэн в аймаке Хувсгел (Монголия). Код: MXV.

## История
Был основан во время Монгольской Народной Республики как советский военный аэродром. После распада СССР перестроен в гражданский аэропорт.

### Аэропорт сегодня
8 ноября 2010 года аэропортом был получен сертификат от Управления стандартизации и измерений Монголии на внедрение системы управления стандарта ISO-9001-2008.
В 2010 году начаты работы по возведению пристройки к зданию аэропорта Мурэн с целью повысить объемы обслуживания до 150 человек в час, также начались работы по укреплению взлётно-посадочной полосы. По окончании работ аэропорт будет способен принимать самолёты класса Боинг-737.
На территории аэропорта находится памятник планеристу Х. Гэлэнху.